# The Damning Well
The Damning Well była amerykańską rockową supergrupą, w składzie której znaleźli się gitarzysta Wes Borland (z Limp Bizkit), basista Danny Lohner (były członek Nine Inch Nails), wokalista Richard Patrick (z Filter i Army of Anyone) oraz perkusista Josh Freese (A Perfect Circle, Suicidal Tendencies, The Vandals, Guns N’ Roses). Zespół opublikował tylko jeden utwór w roku 2003 – „Awakening”, który znalazł się na ścieżce dźwiękowej filmu Underworld, chociaż producentem materiału na album był Terry Date.
Borland, Freese i Lohner utworzyli także kolejny zespół – Black Light Burns, uważany za duchowego spadkobiercę The Damning Well, wykorzystujący część elementów ich pracy. (Zobacz Cruel Melody)